# Ebba Koch
Ebba Koch (n. 13 februarie 1944, Klagenfurt am Wörthersee) este istoric de arhitectură, istoric al artei și istoric al culturii din Austria. În prezent, Ebba Koch este profesor la Institutul de Istoria Artei din Viena, Austria.
Ebba Koch a adus o contribuție importantă la înțelegerea artei, arhitecturii și culturii din Imperiul Mogul.  Koch este considerată a fi cel mai important expert în arhitectura mogulă.  Împreuna cu arhitectul indian Richard A. Barraud, Koch a făcut cercetări importante ale palatelor și gradinilor lui Shah Jahan, reconstruind orașul mogul Agra, respectiv pregătind prima documentație completă a Taj Mahalului.